# Eniola Aluko
Eniola Aluko (sinh ngày 21 tháng 2 năm 1987) là một cầu thủ bóng đá sinh tại Nigeria, có quốc tịch Anh và chơi bóng trong vai trò một tiền đạo cho câu lạc bộ Serie A Juventus.
Aluko đã có 102 lần ra sân cho đội tuyển quốc gia Anh từ năm 2004-2016, 2016 và thi đấu tại FIFA World Cup Bóng đá nữ 2007 tại Trung Quốc, UEFA Euro Bóng đá nữ 2009, World Cup FIFA Bóng đá nữ 2011 tại Đức, Euro UEFA Bóng đá nữ 2013, và FIFA World Cup Bóng đá nữ 2015 Canada. Tại Thế vận hội Mùa hè 2012 tại London, cô đại diện cho Vương quốc Anh.
Aluko trước đây từng chơi cho Thành phố Birmingham, Charlton Athletic và Chelsea tại FA Women Premier League của Anh. Cô chơi cho Saint Louis Athletica, Atlanta Beat và Sky Blue FC trong Giải bóng đá nữ chuyên nghiệp Mỹ (WPS) từ năm 2009 đến năm 2011. Sau một thời gian ngắn với Thành phố Birmingham trong giải đấu hàng đầu mới của Anh, FA WSL, cô ký hợp đồng với Chelsea, nơi cô chơi từ 2012 đến 2018.

## Niên thiếu
Sinh ra ở Lagos, Nigeria, Aluko cùng gia đình đến Birmingham ở vùng West Midlands của Anh khi cô mới một tuổi. Cô lớn lên chơi bóng đá với anh trai Sone Aluko và bạn bè của anh. Cô cũng chơi các môn thể thao khác, bao gồm cả quần vợt.
Aluko bắt đầu sự nghiệp của mình tại Leafield Athletic Ladies và sau đó chơi cho đội trẻ của thành phố Birmingham dưới sự quản lý của Marcus Bignot cùng với đồng đội người Anh tương lai, Karen Carney. Cô ghi bàn trong trận ra mắt đội bóng thành phố Birmingham của mình trước Leeds United, chỉ mới 14 tuổi.